# ثانوية ليوطي (الدار البيضاء)
ثَانَوِيَّةُ لِيُوطِي (بالفرنسية: Lycée Lyautey) هِيَ مُؤَسَّسَةٌ تَعْلِيمِيَّةٌ فَرَنْسِيَّةٌ تَقَعُ فِي مَدِينَةِ الدَّارِ الْبَيْضَاءِ في الْمَمْلَكَةِ الْمَغْرِبِيَّة. هَٰذِهِ الْمَدْرَسَةُ التَّابِعَةُ لِوكَالَةِ التَّعْلِيمِ الْفَرَنْسِيِّ في الْخَارِجِ هِيَ أَكْبَرُ مؤسسةٍ تعليميةٍ فرنسيةٍ خارجَ فَرَنْسَا عَلَى الْإِطْلَاق. تَشْمَلُ جميعَ المستوياتِ الثانويةِ من السنةِ السادسةِ إلى السنةِ الختاميةِ الفرنسيتينِ، وهي مُلْحَقَةٌ إدَارِيًّا بأكاديميةِ بُرْدُو. تَحْمِلُ هذه المؤسسةُ اسمَ الْعَسْكَرِيِّ الْفَرَنْسِيِّ هُوبِير لِيُوطِي أَوَّلُ مُقِيمٍ عَامٍّ في فَتْرَةِ الِاحْتِلَالِ الفرنسي لِلْمَغْرِب. صورتُه المرسومةُ على حائطِ الْمَبْنَى K تُهَيْمِنُ على ساحةِ الثانويةِ البالغةِ مساحتُها 8 هكتارات. يَبْلُغُ عددُ المتمدرسينَ في هذه المؤسسةِ حوالي 3،500 تلميذ، يَحْمِلُ أكثرُ من نصفِهم الجنسيةَ الفرنسية. اقدم ثانوية تتواجد بوجدة التأسيس سنة 1912

## خِرِّيجُونَ بَارِزُون
- فِي الْمَجَالِ السِّيَاسِيّ: المهدي بن بركة • خالد الناصري • محمد الطيب الناصري • كريم غلاب • أحمد رضا الشامي
- في المجال الِاقْتِصَادِيّ: بتريك دراحي
- في المجال الْفِكْرِيّ: عبد الكبير الخطيبي • المهدي المنجرة • علي بن مخلوف • فؤاد العروي
- في المجال الرِّيَاضِيّ: مَحمد فاخر • إدريس الحريشي • ياسين بونو
- في المجال الْفَنِّيّ: إدريس الشرايبي • جان رينو • صوفيا السعيدي • جاد المالح

## مَرَاجِع
1. ↑  جذاذة «ثانوية ليوطي» في موقع وكالة التعليم الفرنسي في الخارج. نسخة محفوظة 21 أكتوبر 2020 على موقع واي باك مشين.